# Korzyść majątkowa
Korzyść majątkowa – każde dobro, które jest w stanie zaspokoić określoną potrzebę, a jego wartość da się wyrazić w pieniądzu. Może nią być nie tylko przyrost majątku, ale i wszystkie korzystne umowy np. pożyczka udzielona na korzystnych warunkach, lub obniżka przy zakupie pewnych dóbr.
Obejmuje nie tylko zwiększenie aktywów majątkowych, lecz także zmniejszenie pasywów.
Korzyścią majątkową są między innymi pożytki.